# Обзоры результативности экологической деятельности ЕЭК ООН
Обзор результативности экологической деятельности (ОРЭД) (англ. Environmental Performance Review — EPR), организуемый Европейской экономической комиссией Организации Объединённых Наций (ЕЭК ООН), представляет собой процесс оценки прогресса, достигнутого тем или иным государством по улучшению экологической политики. ОРЭД проводятся под эгидой Комитета по экологической политике ЕЭК ООН.

## Цель
Посредством ОРЭД государства получают независимую внешнюю оценку того, как они справляются с сокращением загрязнения, управляют своими природными ресурсами и охраняют природу и окружающую среду. Также, ОРЭД оценивают прогресс, достигнутый правительствами в выполнении международных обязательств по окружающей среде и устойчивому развитию, таких как Цели устойчивого развития.

## История
Программа ЕЭК ООН по ОРЭД была создана по модели программы, инициированной в 1991 году Организацией экономического сотрудничества и развития (ОЭСР) для своих государств-членов. В 1993 году, в ходе второй Конференции министров «Окружающая среда для Европы», состоявшейся в Люцерне, Швейцария, ЕЭК ООН было предложено учредить программу ОРЭД для своих государств-членов, не охваченных программой ОРЭД в ОЭСР. Поэтому ОРЭД, организуемые ЕЭК ООН, проводятся для стран Восточной Европы, Кавказа, Юго-восточной Европы и Центральной Азии, которые также известны как страны с переходной экономикой.
В ОРЭД первого цикла были определены базовые условия состояния окружающей среды и национальной природоохранной политики. В ОРЭД второго цикла особое внимание уделялось реализации и финансированию экологической политики, проблеме учёта экологических соображений в различных секторах экономики и поощрению устойчивого развития. На сегодняшний день, почти все страны ЕЭК ООН, имеющие право участвовать в ОРЭД, провели по два обзора.
Третий цикл Обзоров был инициирован в ходе седьмой Конференции министров «Окружающая среда для Европы», которая состоялась в Астане, Казахстан, в 2011 году. Третий цикл уделяет внимание вопросам управления в области окружающей среды и зелёной экономики. В ОРЭД третьего цикла также проводится анализ сотрудничества государств с международным сообществом и учёта экологических соображений в приоритетных отраслях.

## Темы ОРЭД
Государство, обращающееся к ЕЭК ООН с просьбой о проведении ОРЭД, само выбирает темы, которые будут освещаться в Обзоре. ОРЭД охватывают горизонтальные вопросы, такие как развитие законодательства и выработка политики, соблюдение и обеспечение выполнения природоохранного законодательства, использование экономических инструментов для охраны окружающей среды, вопросы информации в области окружающей среды и экологическое образование. В них получают детальное освещение вопросы управления водными ресурсами, охраны атмосферного воздуха, управления отходами, биоразнообразия и охраняемых территорий, интеграции экологических соображений в избранные сектора, такие как сельское хозяйство, энергетика, лесное хозяйство, промышленность, транспорт и здравоохранение. Кроме того, в ОРЭД рассматриваются межотраслевые вопросы, такие как экологический мониторинг и изменение климата.

## Процесс ОРЭД
ОРЭД — это добровольное мероприятие, предпринимаемое только по просьбе государства. После получения запроса секретариат ЕЭК ООН направляет подготовительную миссию в страну, в ходе которой согласуется структура Обзора.
После завершения подготовительных мероприятий команда международных экспертов посещает государство с обзорной миссией. В ходе такой миссии международные эксперты встречаются с представителями центральных и местных органов власти, международных организаций, гражданского общества и частного сектора, с тем чтобы получить полное представление о конкретных экологических проблемах данной страны. Международные эксперты направляются другими странами и международными организациями, такими как ОЭСР, Программа Организации Объединённых Наций по окружающей среде (ЮНЕП), Экономическая комиссия для Африки (ЭКА ООН), Программа развития Организации Объединённых Наций (ПРООН), Международная стратегия уменьшения опасности бедствий (МСУОБ), Управление по координации гуманитарных вопросов (УКГВ), Европейское агентство по окружающей среде, Всемирная организация здравоохранения (ВОЗ) и Всемирный банк. По завершении обзорной миссии международные эксперты готовят главы, которые сводятся вместе в проект Обзора.
Далее проект Обзора рассматривает Группа экспертов по ОРЭД, состоящая из представителей десяти государств-членов, избираемых на трехлетний срок. Члены Группы экспертов по ОРЭД обсуждают проект ОРЭД, уделяя особое внимание выводам и рекомендациям. Делегация государства, которого касается Обзор, участвует в заседании и работает вместе с Группой экспертов. По завершении обсуждения в Обзор вносятся поправки и он направляется Комитету по экологической политике для коллегиального рассмотрения (рецензирования).
На ежегодной сессии Комитета по экологической политике государства-члены ЕЭК ООН и делегация высокого уровня из государства, которого касается ОРЭД, рассматривают и обсуждают рекомендации ОРЭД. Комитет по экологической политике принимает рекомендации, а рассматриваемое государство заявляет о своей приверженности их выполнению.
Далее Обзор дорабатывается и публикуется. Обычно в стране, которой посвящён Обзор, проводится торжественная презентация публикации ОРЭД. Как правило, такая презентация сопровождается пресс-конференцией с участием правительственных чиновников высокого уровня.
В случае, когда ОРЭД проводится в стране во второй или в третий раз, государственные органы обычно подводят итоги того, насколько в стране были реализованы рекомендации предыдущего Обзора. Полученная в результате такой самооценки информация далее рассматривается командой международных экспертов и становится частью доклада ОРЭД.

## Страны, в которых были проведены Обзоры
Список стран.
В 2012—2013 годах, программа ЕЭК ООН по ОРЭД подготовила Обзор Марокко — государства, не являющегося членом ЕЭК ООН. ОРЭД Марокко был организован в сотрудничестве с Экономической комиссией для Африки (ЭКА ООН) для передачи методологии и ноу-хау по проведению ОРЭД от ЕЭК ООН в ЭКА ООН. В 2017 году программа ЕЭК ООН по ОРЭД подготовила Обзор Монголии — также государства, не являющегося членом ЕЭК ООН. Этот ОРЭД был подготовлен в сотрудничестве с ЭСКАТО.

## Практическая ценность ОРЭД
В ОРЭД приводятся конкретные рекомендации, сформулированные непосредственно для рассматриваемого государства, что помогает государствам соотносить своё экономическое и социальное развитие с охраной окружающей среды.
В отличие от ратифицированных международных договоров, в случае ОРЭД страны не связаны формальным правовым обязательством по выполнению рекомендаций Обзора. Однако правительства предпринимают серьёзные усилия для выполнения рекомендаций ОРЭД. Средний уровень реализации рекомендаций ОРЭД составляет примерно 75 процентов.
В число практических мер, которые были реализованы в результате ОРЭД, входят укрепление органов, занимающихся вопросами окружающей среды, улучшение управления в сфере окружающей среды, принятие новых законодательных актов и стратегических документов, внедрение экономических инструментов для охраны окружающей среды, улучшение учёта экологических вопросов в отраслевой политике, рост государственных расходов на охрану окружающей среды и иные меры.

## ОРЭД и глобальная повестка дня
Начиная с 2017 года, ОРЭД включают в себя оценку соответствующих целей и задач «Повестки дня в области устойчивого развития на период до 2030 год» и содержат рекомендации странам по достижению ЦУР.